# 王以路
王以路（1978年4月14日—），台灣女演員、主持人。

## 主持作品
| 年份 | 頻道          | 節目名            | 備註         |
|      | 中天電視台    | 台灣腳逛大陸      |              |
|      | 超級電視台    | 誰是新纖人        |              |
|      | 八大GTV第一台 | 勇闖美麗島        |              |
|      | 八大          | 世界非常大        | 搭檔：洪其德 |
|      | 緯來電視      | 台北walker walker |              |
|      | 三立          | 超級大玩家        |              |
|      | 太陽衛視      | 走．泡湯去        |              |
|      | 八大          | 娛樂晚點名        | 代班主持     |

## 演出作品

### 電視劇
| 年份   | 頻道                            | 劇名                      | 飾演      |
| 2004年 | 八大                            | 《我是男子漢》            | 心怡      |
| 2005年 | 八大                            | 《惡靈05》                | 蓓蓓      |
| 2010年 | 台視                            | 《飯糰之家》              | 關珍妮    |
| 2011年 | 公視                            | 《瑰寶1949》              | 客串 麗芬 |
| 2014年 | 東森幼幼台                      | 《萌學園六復活之戰》      | 普莉絲    |
| 2015年 | 三立                            | 《好想談戀愛》            | 林樂兒    |
| 2015年 | 大愛電視                        | 《望你早歸》              | 鄭來于    |
| 2023年 | 華視、公視台語台                | 《婚姻結業式2》           | 何玉純    |
| 2023年 | 東森戲劇台、TVBS歡樂台、LINE TV | 《W劇場：因為你如此耀眼》 | 傅店長    |

### 電視電影
| 年份   | 頻道 | 劇名         | 飾演 |
| 2018年 | 公視 | 《大齡室友》 |      |

### 電影
| 年份   | 片名                    | 飾演角色 | 導演 |
| 2001年 | 傀儡天使 (又名: 大選名) | 女主角   | 萬仁 |

### MV
- 周華健《99精選集》
- 吳宗憲《鳴漆抹黑》

## 音樂作品

### 唱片
| 年份   | 專輯               | 出版     | 歌曲   |
| 2010年 | 飯糰之家電視原聲帶 | 華納唱片 | 團團愛 |

## 廣告
- MASTER CARD－幸福篇
- 綠色司迪麥口香糖－香水篇
- 黑松沙士－室內火鍋篇&戶外烤肉篇
- 得意的一天葵花油
- 必勝客PIZZA HOT
- 坎妮洗髮精.

## 代言
- 中國信託信用卡平面、看板、海報
- 安麗AMWAY營養食品系列平面
- DKNY眼鏡臺灣區代言人

## 外部連結
- 王以路Lu的Facebook專頁
- 王以路2010的新浪微博